# アンソニー・ベンダー
アンソニー・ウェイン・ベンダー（Anthony Wayne Bender、1995年2月3日 - ）は、アメリカ合衆国・カリフォルニア州ソノマ郡ペタルーマ出身のプロ野球選手（投手）。右投右打。MLBのマイアミ・マーリンズ所属。

## 経歴

### プロ入りとロイヤルズ傘下時代
2016年のMLBドラフト20巡目（全体613位）でカンザスシティ・ロイヤルズから指名され、プロ入り。契約後、傘下のルーキー級アリゾナリーグ・ロイヤルズでプロデビュー。9試合（先発5試合）に登板して2勝0敗2セーブ、防御率3.03、32奪三振を記録した。
2017年はA級レキシントン・レジェンズとA+級ウィルミントン・ブルーロックスでプレーし、2球団合計で24試合（先発9試合）に登板して5勝6敗4セーブ、防御率3.96、77奪三振を記録した。
2018年はA+級ウィルミントンでプレーし、30試合（先発9試合）に登板して6勝3敗1セーブ、防御率3.57、54奪三振を記録した。2019年3月21日に自由契約となった。

### ロイヤルズ傘下退団後
2019年4月12日に独立リーグであるアメリカン・アソシエーションのスーシティ・エクスプローラーズと契約を結び、2試合に登板した。
その後、5月29日にミルウォーキー・ブルワーズとマイナー契約を結んだ。この年ブルワーズ傘下ではA級ウィスコンシン・ティンバーラトラーズ、A+級カロライナ・マドキャッツ、AA級ビロクシ・シャッカーズでプレーし、3球団合計で29試合に登板して2勝3敗9セーブ、防御率1.49、35奪三振を記録した。
2020年は新型コロナウイルスの影響でマイナーリーグの試合が開催されなかったため、ブルワーズに籍を置きながら独立リーグであるアメリカン・アソシエーションのミルウォーキー・ミルクメンでプレーした。同球団では22試合に登板して2勝1敗、防御率5.48、25奪三振を記録した。オフの11月2日にブルワーズからFAとなった。

### マーリンズ時代
2020年11月30日にマイアミ・マーリンズとマイナー契約を結んだ。
2021年シーズンは5月4日にメジャー契約を結んでアクティブ・ロースター入りし、翌5日のアリゾナ・ダイヤモンドバックス戦でメジャーデビュー。この年メジャーでは60試合（先発1試合）に登板して3勝2敗3セーブ、防御率2.79、71奪三振を記録した。

## 選手としての特徴
平均97.4mph（約156.8km/h）、最速99.5mph（約160.1km/h）を計測するシンカーと、高い回転数を誇る同86.2mph（約138.7km/h）のスライダーを主体としており、制球力も良い。

## 詳細情報

### 年度別投手成績
| 年 度    | 球 団    | 登 板 | 先 発 | 完 投 | 完 封 | 無 四 球 | 勝 利 | 敗 戦 | セ 丨 ブ | ホ 丨 ル ド | 勝 率 | 打 者 | 投 球 回 | 被 安 打 | 被 本 塁 打 | 与 四 球 | 敬 遠 | 与 死 球 | 奪 三 振 | 暴 投 | ボ 丨 ク | 失 点 | 自 責 点 | 防 御 率 | W H I P |
| -------- | -------- | ----- | ----- | ----- | ----- | -------- | ----- | ----- | -------- | ----------- | ----- | ----- | -------- | -------- | ----------- | -------- | ----- | -------- | -------- | ----- | -------- | ----- | -------- | -------- | ------- |
| 2021     | MIA      | 60    | 1     | 0     | 0     | 0        | 3     | 2     | 3        | 12          | .600  | 247   | 61.1     | 45       | 5           | 20       | 3     | 6        | 71       | 4     | 0        | 22    | 19       | 2.79     | 1.06    |
| 2022     | MIA      | 22    | 0     | 0     | 0     | 0        | 1     | 3     | 6        | 3           | .250  | 78    | 19.1     | 17       | 3           | 8        | 0     | 1        | 17       | 1     | 0        | 7     | 7        | 3.26     | 1.29    |
| MLB：2年 | MLB：2年 | 82    | 1     | 0     | 0     | 0        | 4     | 5     | 9        | 15          | .444  | 325   | 80.2     | 62       | 8           | 28       | 3     | 7        | 88       | 5     | 0        | 29    | 26       | 2.90     | 1.12    |

- 2023年度シーズン終了時

### 年度別守備成績
| 年 度 | 球 団 | 投手（P） | 投手（P） | 投手（P） | 投手（P） | 投手（P） | 投手（P） |
| 年 度 | 球 団 | 試 合     | 刺 殺     | 補 殺     | 失 策     | 併 殺     | 守 備 率  |
| ----- | ----- | --------- | --------- | --------- | --------- | --------- | --------- |
| 2021  | MIA   | 60        | 1         | 8         | 2         | 3         | .818      |
| 2022  | MIA   | 22        | 3         | 1         | 0         | 0         | 1.000     |
| MLB   | MLB   | 82        | 4         | 9         | 2         | 3         | .867      |

- 2023年度シーズン終了時

### 背番号
- 80（2021年）
- 55（2022年）
- 37（2024年 - ）